# استان آزوردوی
استان آزوردوی (به اسپانیایی: Provincia de Juana Azurduy de Padilla) یکی از استان‌های بولیوی در بولیوی است که در شهرستان چوکیساکا واقع شده‌است.